# تحليل الفرضيات المتنافسة

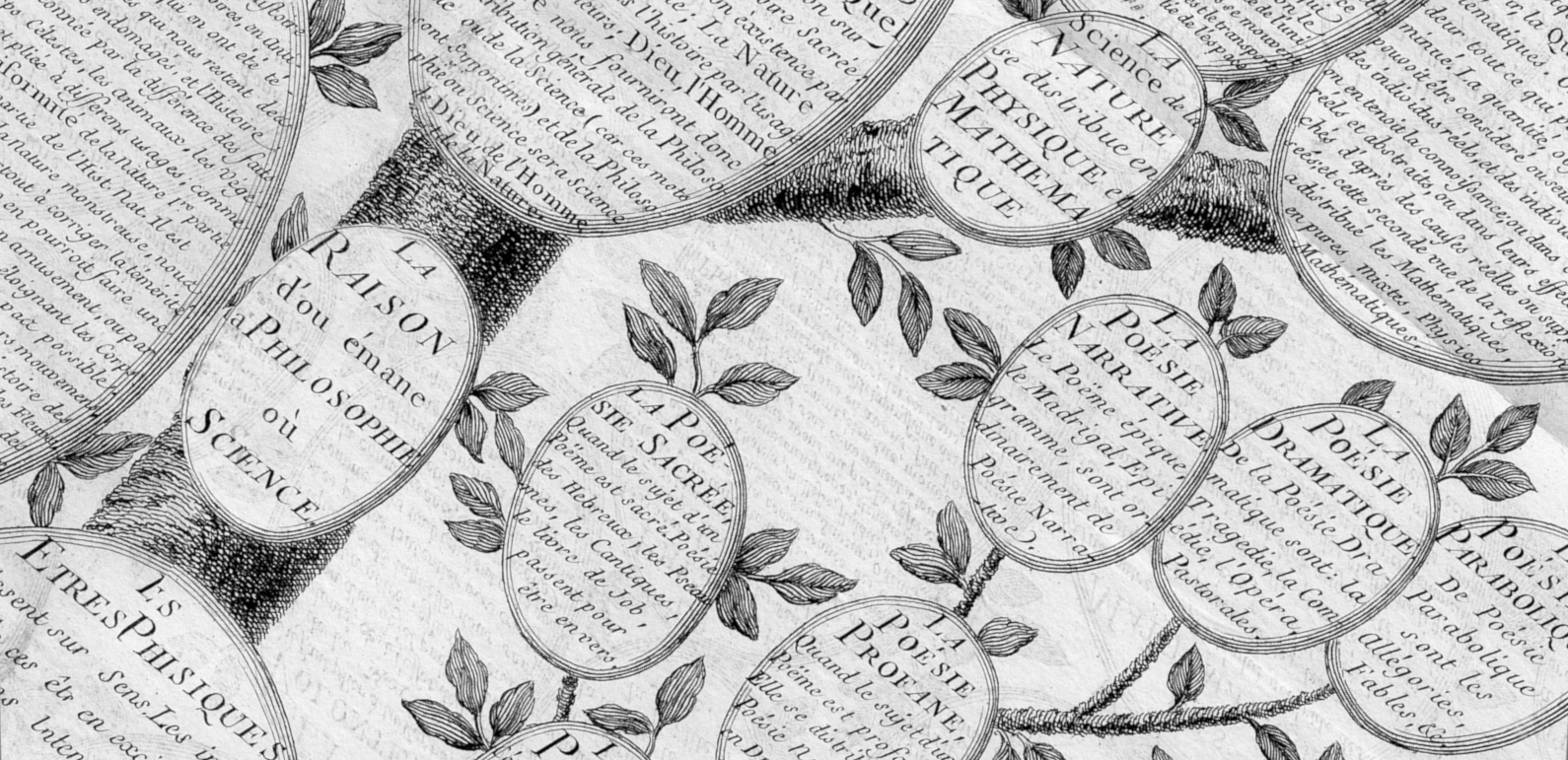

يقال إن تحليل الفرضيات المتنافسة هو منهجية غير متحيزة تهدف إلى تقييم عدة فرضيات متنافسة للبيانات المرصودة. طوِّر هذا التحليل بواسطة «ريتشاردز (ديك) جيه. هيوير الابن»، وهو أحد خبراء وكالة الاستخبارات المركزية، ويبلغ من العمر45 عامًا، وذلك في سبعينيات القرن العشرين بغرض استخدامه في الوكالة.
يُستخدَم تحليل الفرضيات المتنافسة من قبل المحللين في مختلف المجالات الذين عليهم أن يصدروا أحكامًا تنطوي على مخاطر عالية في الاستنتاج الخاطئ، إذ يساعد التحليل في التغلب على بعض القيود المعرفية –أو تقليصها على الأقل- التي تجعل تنفيذ التحليل الاستخباراتي السابق أمرًا بالغ الصعوبة.
كان تحليل الفرضيات المتنافسة خطوة متقدمة في منهجية التحليل الاستخباراتي، ولكنه وُصِف أول مرة بعبارات غير رسمية نسبيًا. يبقى إنتاج أفضل المعلومات المتاحة من بيانات غير مؤكدة هدف الباحثين، وصانعي الأدوات، والمحللين في الصناعة والأوساط الأكاديمية والحكومية. إذ تشمل مجالاتهم التنقيب عن البيانات، وعلم النفس المعرفي والتصور، والاحتمالات والإحصاءات، وما إلى ذلك. يُعَد التفكير الاستنتاجي مفهومًا سابقًا  لتحليل الفرضيات المتنافسة مع بعض أوجه الشبه.

## العملية
يحدد «هيوير» بعمق كبير عملية  تحليل الفرضيات المتنافسة في كتابه علم النفس التحليل الاستخباراتي. وتضم العملية الخطوات التالية:
1. الفرضية؛ تتمثل الخطوة الأولى في العملية في تحديد جميع الفرضيات المحتملة، ومن المفضل استخدام مجموعة من المحللين ذوي وجهات نظر مختلفة لتبادل الأفكار حول الاحتمالات. لا تشجع العملية المحلل على اختيار فرضية «محتملة» واحدة واستخدام الأدلة لإثبات دقتها، إذ يُقلّل التحيز المعرفي إلى حده الأدنى عند أخذ جميع الفرضيات الممكنة في عين الاعتبار.[1]
2. الأدلة؛ يقوم المحلل بعد ذلك بسرد الأدلة والحجج (بما في ذلك الافتراضات والاستنتاجات المنطقية) لصالح وضد كل فرضية.[1]
3. التشخيص؛ باستخدام مصفوفة، يضع المحلل أدلة ضد كل فرضية في محاولة لدحض أكبر عدد ممكن من النظريات. سيكون لبعض الأدلة «تشخيص» أكبر من الأدلة الأخرى-أي أن البعض سيكون أكثر فائدة في الحكم على الاحتمالات النسبية للفرضيات البديلة. وحسب «هيوير» فهذه الخطوة هي الأكثر أهمية، إذ بدلًا من النظر إلى فرضية واحدة وكامل الأدلة («العمل من أعلى إلى أسفل» المصفوفة)، يُشجع المحلل على النظر إلى دليل واحد في كل مرة، وفحصه مقابل كل الفرضيات الممكنة («العمل عبر» المصفوفة).[1]
4. التنقيح؛ يراجع المحلل النتائج، ويحدد وجود أي فجوات، ويجمع أي أدلة إضافية مطلوبة لدحض أكبر عدد ممكن من الفرضيات المتبقية.[1]
5. عدم الاتساق؛ يسعى المحلل بعد ذلك إلى استخلاص استنتاجات مبدئية حول الاحتمالات النسبية لكل فرضية. اتساق أقل يعني احتمالية أقل، لذلك تُحذف الفرضيات الأقل اتساقًا. ورغم أن المصفوفة تولّد مجموعًا رياضيًا حاسمًا لكل فرضية، فيجب على المحلل استخدام حكمه للوصول إلى النتيجة النهائية. ويجب ألا تناقض نتيجة تحليل الفرضيات المتنافسة أحكام المحللين الخاصة.
6. الحساسية؛ يختبر المحلل النتائج باستخدام تحليل الحساسية، الذي يزن كيفية تأثر النتائج إذا كانت الأدلة أو الحجج الرئيسية خاطئة، أو مضللة، أو خاضعة لتفسيرات مختلفة. يُعاد التحقق من صحة الأدلة الرئيسية واتساق الحجج الهامة للتأكد من صحة دعامات النتائج والعوامل المحركة لها.[1]
7. النتائج والتقييم؛ أخيرًا، يزود المحلل صانع القرار بنتائجه أو نتائجها، بالإضافة إلى ملخص للبدائل التي أُخذَت في عين الاعتبار ولماذا رُفضَت. يحدد المحلل أيضًا المعالم البارزة في العملية التي يمكن أن تكون بمثابة مؤشرات في التحليلات المستقبلية.[1]

## نقاط القوة
هناك العديد من الفوائد لعمل مصفوفة تحليل الفرضيات المتنافسة، فهي قابلة للتدقيق، ويُعتقد على نطاق واسع أنها تساعد في التغلب على التحيزات المعرفية،  على الرغم من نقص وجود أدلة تجريبية قوية لدعم هذا الاعتقاد. ونظرًا لأنّ  تحليل الفرضيات المتنافسة يتطلب من المحلل بناء مصفوفة، فيمكن، باستخدام ذلك، مراجعة الأدلة والفرضيات، وهذا يسمح لصانعي القرار أو غيرهم من المحللين معرفة تسلسل القواعد والبيانات التي أدت إلى الاستنتاج.

## نقاط الضعف
تستغرق عملية إنشاء تحليل الفرضيات المتنافسة وقتًا طويلًا. ويمكن أن يسبب صنع المصفوفة إشكالية عند تحليل مشروع معقد. وقد يكون من المرهق للمحلل إدارة قاعدة بيانات كبيرة تحتوي على أدلة متعددة.
خاصةً في المجال الاستخباراتي، وسواء على المستوى الحكومي أو في مجال الأعمال، يجب على المحللين أن يكونوا على دراية دائمًا بوجود احتمال توليد استخبارات المنافسين لمعلومات هادفة إلى الخداع. ونظرًا لأن الخداع غالبًا ما يكون نتيجة فخ معرفي، فإن «إلسيسر» و«ستيتش» يستخدمان آلية التعرف التابعة للدولة والمعتمدة على المخطط الهرمي لتوليد تفسيرات سببية للملاحظات. تُحول الفرضيات الناتجة إلى شبكة بايزية ديناميكية، ويُوَظف تحليل قيمة المعلومات في عزل الافتراضات الموجودة ضمنيًا في تقييم المسارات في فرضيات معينة أو في نتائج تلك الفرضيات.
عندما تُرصَد أدلة في شكل ملاحظات دولية أو افتراضات، فيمكنها أن تصبح عرضةً لمصادقة مستقلة. وفي حال تعرض افتراض أو إعلان رئيسي للنفي والإنكار، فستُرفض الفرضيات المعتمدة عليه. وهذا هو أحد أشكال تحليل الأسباب الجذرية.
تمثل الأدلة مشكلة أيضًا إذا كانت غير موثوقة. الأدلة المستخدمة في المصفوفة ثابتة، وبالتالي يمكن أن تشكل لقطة زمنية.
وفقًا لنقاد البنى الاجتماعية، فإن تحليل الفرضيات المتنافسة يفشل أيضًا في التأكيد بشكل كافٍ (أو أن يعالج بصفته طريقة) على الطبيعة الإشكالية للتكوين الأولي للفرضيات المستخدمة لإنشاء شبكته. فعلى سبيل المثال، هناك أدلة كثيرة، بالإضافة إلى أي تحيزات بيروقراطية أو نفسية أو سياسية؛ قد تؤثر على توليد الفرضيات. وهناك أيضًا عوامل الثقافة والهوية في العمل. قد تقيّد هذه العوامل المُنشأة اجتماعيًا الفرضيات التي ستُؤخذ في عين الاعتبار في النهاية أو تفرزها مسبقًا، وثم تعزز الانحياز التأكيدي في الفرضيات المختارة.
وضع الفيلسوف والمُنظر الجدلي «تيم فان جيلدر» الانتقادات التالية:
- يتطلب تحليل الفرضيات المتنافسة من المحلل إصدار العديد من الأحكام المنفصلة، والكثير منها لا يسهم إلا قليلًا في تمييز أفضل الفرضيات.
- يسيء تحليل الفرضيات المتنافسة فهم طبيعة العلاقة بين عناصر الأدلة والافتراضات من خلال افتراضه أن عناصر الأدلة، في حد ذاتها، متسقة أو غير متسقة مع الفرضيات.
- يعامل تحليل الفرضيات المتنافسة الفرضية الموضوعة على أنها «مسطحة»، أي أنها مجرد قائمة، وبالتالي فهو غير قادر على ربط الأدلة بالفرضيات على مستويات مناسبة من التجريد.
- لا يمكن لتحليل الفرضيات المتنافسة أن يمثّل حجة ثانوية، على سبيل المثال، الحجة التي تنطوي على دليل واحد.
- تجعل أنشطة تحليل الفرضيات المتنافسة التي تجري على نطاقات واقعية؛ المحللين مشوشين أو مرتبكين.

اقترح «فان جيلدر» تخطيط الفرضية (على غرار تخطيط الحجة) بديلًا لتحليل الفرضيات المتنافسة.

### تحليل هيكلي للفرضيات المتنافسة
يقدم التحليل الهيكلي للفرضيات المتنافسة للمحللين تحسينًا يمكّنهم من تجاوز القيود المفروضة على تحليل الفرضيات المتنافسة الأصلي. يزيد التحليل الهيكلي من الفرضيات الممكنة إلى أعلى قدر، عن طريق السماح للمحلل بتقسيم فرضية واحدة إلى فرضيتَين معقدتَين.
على سبيل المثال، قد تقول فرضيتان مُختبرَتان إن العراق يملك أسلحة دمار شامل أو أن العراق لا يملك أسلحة دمار شامل. إذا أظهرت الأدلة أنه من الأرجح وجود أسلحة دمار شامل في العراق، فعندئذ يمكن صياغة فرضيتين جديدتين، هما: أسلحة الدمار الشامل موجودة في بغداد، أو أسلحة الدمار الشامل موجودة في الموصل.
أو ربما يحتاج المحلل إلى معرفة نوع أسلحة الدمار الشامل الموجودة في العراق؛ فيمكن أن تقول الفرضيات الجديدة إن العراق يملك أسلحة حيوية، أو أن العراق يملك أسلحة كيميائية، أو أن العراق يملك أسلحة نووية. من خلال بناء هيكل لتحليل الفرضيات المتنافسة، يكون المحلل قادرًا على إعطاء تقدير دقيق.
1. 1 2 3 4 5 6 7  Heuer، Richards J., Jr، "Chapter 8: Analysis of Competing Hypotheses"، Psychology of Intelligence Analysis، Center for the Study of Intelligence, وكالة المخابرات المركزية، مؤرشف من الأصل في 2019-10-31{{استشهاد}}:  صيانة الاستشهاد: أسماء متعددة: قائمة المؤلفين (link)
2. ↑  Thomason، Neil (2010)، "Alternative Competing Hypotheses"، Field Evaluation in the Intelligence and Counterintelligence Context:  Workshop Summary، National Academies Press، مؤرشف من الأصل في 2019-12-14
3. ↑  Elsaesser، Christopher؛ Stech، Frank J. (2007)، "Detecting Deception"، في Kott, Alexander؛ McEneaney, William (المحررون)، Adversarial Reasoning: Computational Approaches to Reading the Opponent’s Mind، Chapman & Hall/CRC، ص. 101–124
4. ↑  Stech، Frank J.؛ Elsaesser، Christopher، Deception Detection by Analysis of Competing Hypotheses (PDF)، شركة ميتري، مؤرشف من الأصل (PDF) في 2008-08-07، اطلع عليه بتاريخ 2008-05-01 MITRE Sponsored Research Project 51MSR111, Counter-Deception Decision Support
5. ↑  Chapters one to four, Jones، Milo L. and؛ Silberzahn، Philippe (2013). Constructing Cassandra, Reframing Intelligence Failure at the CIA, 1947-2001. Stanford University Press. ISBN:978-0804793360.
6. ↑  van Gelder، Tim (ديسمبر 2008)، "Can we do better than ACH?"، AIPIO News، Australian Institute of Professional Intelligence Officers، مؤرشف من الأصل في 2019-10-11
7. ↑  van Gelder، Tim (11 ديسمبر 2012). "Exploring new directions for intelligence analysis". timvangelder.com. مؤرشف من الأصل في 2018-09-30. اطلع عليه بتاريخ 2018-09-30.
8. ↑  Chevallier، Arnaud (2016). Strategic Thinking in Complex Problem Solving. Oxford; New York: دار نشر جامعة أكسفورد. ص. 113. DOI:10.1093/acprof:oso/9780190463908.001.0001. ISBN:9780190463908. OCLC:940455195.
9. ↑  Wheaton؛ Kristan J.؛ وآخرون (نوفمبر–ديسمبر 2006)، "Structured Analysis of Competing Hypotheses: Improving a Tested Intelligence Methodology" (PDF)، Competitive Intelligence Magazine، ج. 9، ص. 12–15، مؤرشف من الأصل (PDF) في 2007-09-28، اطلع عليه بتاريخ 2008-05-01 {{استشهاد}}: الوسيط غير المعروف |name-list-format= تم تجاهله يقترح استخدام |name-list-style= (مساعدة)
10. ↑  Chido؛ Diane E.؛ وآخرون (2006)، Structured Analysis Of Competing Hypotheses: Theory and Application، Mercyhurst College Institute for Intelligence Studies Press، ص. 54 {{استشهاد}}: الوسيط غير المعروف |name-list-format= تم تجاهله يقترح استخدام |name-list-style= (مساعدة)